# Енріке Серену
Енріке Серену (порт. Henrique Sereno Fonseca, * 18 березня 1985, Елваш) — португальський футболіст, що грав на позиції захисника.
Виступав, зокрема, за клуб «Віторія» (Гімарайнш), а також національну збірну Португалії.
Чемпіон Португалії. Володар Кубка Португалії. Переможець Ліги Європи. 

## Клубна кар'єра
У дорослому футболі дебютував 2003 року виступами за команди клубів з рідного міста «Елвенсеш» та «У Елваш».
2005 року уклав контракт з клубом «Віторія» (Гімарайнш), першу гру у складі команди якого провів лише 2006 року, попередньо провівши деякий час в оренді у клубі «Фамалікан». Захищав кольори команди з Гімарайнша до 2010 року, в якому спочатку половину сезону провів в оренді в іспанському «Реал Вальядолід», а згодом, повернувшись на батьківщину, перейшов до «Порту». 
До основного складу команди з Порту потрапляв нерегулярно і 2011 року було досягнуто домовленості про перехід гравця на умовах оренди до складу німецького «Кельна». Встиг відіграти за кельнський клуб 25 матчів в національному чемпіонаті.
Протягом 2012—2017 років захищав кольори клубів «Реал Вальядолід», «Кайсеріспор», «Майнц 05», «Атлетіко» (Колката) та «Альмерія».
Завершив ігрову кар'єру у команді «Ченнаї», за яку виступав протягом 2017—2018 років.
Через два роки після оголошення про завершення кар'єри, Серену став президентом клубу «Вілафранкенсе».

## Виступи за збірну
2007 року залучався до складу молодіжної збірної Португалії. На молодіжному рівні зіграв в одному офіційному матчі.
2011 року викликався до складу головної збірної Португалії, однак на поле у її складі в офіційних матчах не виходив. 2013 року дебютував у складі національної команди у матчі проти Хорватії (перемога 0:1). 

## Титули і досягнення
- Чемпіон Португалії (1):

«Порту»: 2010–11
- Володар Кубка Португалії (1):

«Порту»: 2010–11
- Володар Суперкубка Португалії (2):

«Порту»: 2010, 2011
- Переможець Ліги Європи (1):

«Порту»: 2010–11
- Чемпіон Індії (1):

«Атлетіко»: 2016